# Loud Tour Live at the O2
Albums de Rihanna
Good Girl Gone Bad Live
(2008)
The Loud Tour : Live At The O2 Arena est le deuxième album vidéo enregistré en direct de l'artiste barbadienne Rihanna, sorti le 13 décembre 2012 par Def Jam Recordings. Le DVD/disque Blu-ray nous montre son concert qui eut lieu au O2 Arena de Londres et faisant partie du Loud Tour (2011) qui a été mis en place dans l'objectif de promouvoir son cinquième album studio, Loud (2010). La liste des morceaux inclut aussi des chansons de ses précédents albums tels que Good Girl Gone Bad (2007) et Rated R (2009). Le film a été réalisé par Nick Wickham et produit par Ciarra Pardo et Emer Patten.

## Liste des pistes
| No  | Titre                    | Auteur | Durée |
| --- | ------------------------ | --- | ----- |
| 1.  | Only Girl (In the World) | Crystal Johnson, Mikkel S. Eriksen, Tor Erik Hermansen, Sandy Wilhelm                                                  | 4:54  |
| 2.  | Disturbia                | Robert Allen, Andre Merritt, Chris Brown, Brian Kennedy                                                                | 3:57  |
| 3.  | Shut Up and Drive        | Carl Sturken, Evan Rogers, Bernard Sumner, Peter Hook, Stephen Morris, Gillian Gilbert                                 | 4:21  |
| 4.  | Man Down                 | Shama Joseph, Timothy Thomas, Theron Thomas, Shontelle Layne                                                           | 4:19  |
| 5.  | S&M                      | Hermansen, Eriksen, Wilhelm, Ester Dean                                                                                | 3:44  |
| 6.  | Skin                     | Kenneth Coby, Ursula Yancy                                                                                             | 6:14  |
| 7.  | Raining Men              | Melvin Hough II, Rivelino Wouter, Thomas, Thomas, Onika Maraj                                                          | 2:57  |
| 8.  | Hard                     | Terius Nash, Christopher Stewart, Robyn Fenty, Jay Jenkins                                                             | 3:18  |
| 9.  | Breakin' Dishes          | Stewart, Nash | 2:56  |
| 10. | Unfaithful               | Smith, Eriksen, Hermansen                                                                                              | 5:31  |
| 11. | Hate That I Love You     | Smith, Eriksen, Hermansen                                                                                              | 3:52  |
| 12. | California King Bed      | Andrew Harr, Jermaine Jackson, Priscilla Renea, Alex Delicata                                                          | 5:20  |
| 13. | What's My Name?          | Eriksen, Hermansen, Dean, Traci Hale, Aubrey Graham                                                                    | 3:36  |
| 14. | Rude Boy                 | Eriksen, Hermansen, Dean, Riddick, Fenty, Rob Swire                                                                    | 3:51  |
| 15. | Cheers (Drink to That)   | Harr, Jackson, Stacy Barthe, LP, Corey Gibson, Chris Ivery, Avril Lavigne, Lauren Christy, Scott Spock, Graham Edwards | 4:40  |
| 16. | Don't Stop the Music     | Eriksen, Hermansen, Michael Jackson, Tawanna Dabney                                                                    | 4:15  |
| 17. | Take a Bow               | Smith, Eriksen, Hermansen                                                                                              | 3:08  |
| 18. | Love the Way You Lie     | Alexander Grant, Holly Hafermann, Marshall Mathers                                                                     | 5:17  |
| 19. | Umbrella                 | Stewart, Nash, Carter, Kuk Harrell                                                                                     | 4:06  |
| 20. | We Found Love            | Calvin Harris | 3:54  |

## Classements

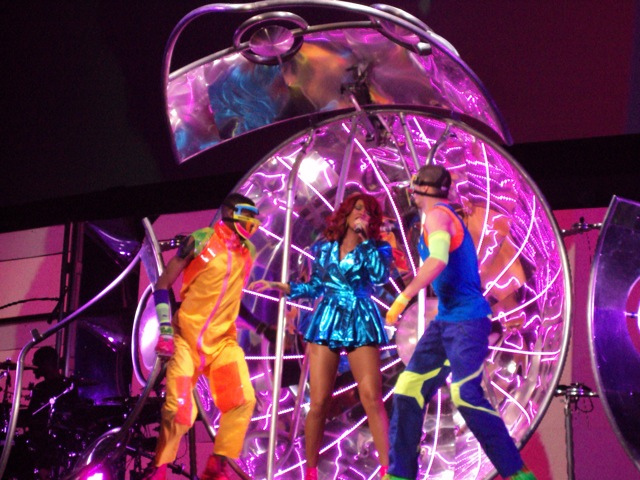
Rihanna interprétant la chanson d'ouverture Only Girl (In the World)

| Classements (2012)                            | Meilleure position |
| --------------------------------------------- | ------------------ |
| Australie (Australian Music DVD Chart)        | 8                  |
| Belgique - Flandres (Belgian Music DVD Chart) | 4                  |
| Belgique - Wallonie (Belgian Music DVD Chart) | 3                  |
| République tchèque (Czech Music DVD Chart)    | 12                 |
| Pays-Bas (Dutch Music DVD Chart)              | 7                  |
| France (French Music DVD Chart)               | 2                  |
| Irlande (Irish Music DVDs Chart)              | 9                  |
| Italie (Italian Music DVD Chart)              | 11                 |
| Espagne (Spanish Music Video Chart)           | 18                 |
| Suède (Swedish Music DVD Chart)               | 9                  |
| Suisse (Swiss Music DVD Chart)                | 5                  |
| Royaume-Uni (UK Music Video Chart)            | 8                  |
| États-Unis (Music Video Sales - Billboard)    | 11                 |

## Historique des sorties
| Pays        | Date             | Format                | Label           |
| ----------- | ---------------- | --------------------- | --------------- |
| Pays-Bas    | 13 décembre 2012 | DVD                   | Universal Music |
| Australie   | 14 décembre 2012 | Disque Blu-ray et DVD | Universal Music |
| Allemagne   | 14 décembre 2012 | Disque Blu-ray et DVD | Universal Music |
| Norvège     | 14 décembre 2012 | Disque Blu-ray et DVD | Universal Music |
| France      | 17 décembre 2012 | Disque Blu-ray et DVD | Universal Music |
| Portugal    | 17 décembre 2012 | Disque Blu-ray et DVD | Universal Music |
| Espagne     | 17 décembre 2012 | Disque Blu-ray et DVD | Universal Music |
| Canada      | 18 décembre 2012 | Disque Blu-ray et DVD | Universal Music |
| Italie      | 18 décembre 2012 | Disque Blu-ray et DVD | Universal Music |
| Royaume-Uni | 18 décembre 2012 | Disque Blu-ray et DVD | Universal Music |
| États-Unis  | 18 décembre 2012 | Disque Blu-ray et DVD | Def Jam         |